# غاريث ماكليلان
غاريث ماكليلان (بالإنجليزية: Garreth McLellan؛ مواليد 9 يناير 1982) هو مُقاتل فنون قتالية مختلطة جنوب أفريقي.

## وصلات خارجية
- غاريث ماكليلان على موقع يو إف سي (الإنجليزية)
- غاريث ماكليلان على موقع شيردوغ (الإنجليزية)
- غاريث ماكليلان على موقع IMDb (الإنجليزية)